# Devaleraea
Devaleraea, rod crvenih algi iz porodice Palmariaceae, dio reda Palmariales. Postoji osam priznatih vrsta. Anatomski i reproduktivno, vrste Devaleraea anatomski su identične vrstama Palmaria, jedina značajna razlika je ta što su vrste Devaleraea šuplje.
Tipična je D. ramentacea uz obalu Aljaske

## Vrste
1. Devaleraea callophylloides (M.W.Hawkes & Scagel) G.W.Saunders, Jackson & Salomaki
2. Devaleraea compressa (Ruprecht) Selivanova & Klochkova
3. Devaleraea firma (Postels & Ruprecht) Selivanova
4. Devaleraea marginicrassa (I.K.Lee) Skriptsova & Kalita
5. Devaleraea microspora (Ruprecht) Selivanova & Klochkova
6. Devaleraea mollis (Setchell & N.L.Gardner) G.W.Saunders, C.J.Jackson & Salomaki
7. Devaleraea ramentacea (Linnaeus) Guiry - tip
8. Devaleraea stenogona (Perestenko) Skriptsova & Kalita